# James Bond Jr. (jeu vidéo, 1992)
Pour les articles homonymes, voir James Bond Jr..
James Bond Jr. est un jeu d'action avec des séquences de shoot 'em up, tiré de la série animée James Bond Jr. Le jeu a été développé par Gray Matter Interactive et édité par THQ sur Super Nintendo. Il est sorti en Amérique du Nord en octobre 1992 et en Europe la même année.

## Synopsis
Le maléfique Docteur Derange et l'organisation S.C.U.M  ont volé une ancienne statue à l'université de Warfield. La statue permet de retrouver l'emplacement d'un temple perdu rempli de trésors en or et de retrouver des manuscrits d'inventions inédites de Leonardo da Vinci. C'est à James Bond Jr de l'en empêcher.

## Système de jeu
Le jeu est composé de niveaux tels que le Temple dans la Jungle, Venise et la base de S.C.U.M en Antarctique.
Des séquences de jeu shoot 'em up au début de chaque niveau se font à bord d'un hélicoptère, un bateau et un jet. La réalisation du jeu a été critiquée.

## Série
1. James Bond Jr. (1991, NES, THQ )
2. James Bond Jr.  (1992, SNES, THQ)